# 喇荣寺
喇荣寺，位於四川省甘孜藏族自治州色達縣洛若镇喇荣沟的一座藏传佛教宁玛派寺庙。该寺原本与色达五明佛学院为一体，是由晋美彭措堪布于1980年创办的色达喇荣五明佛学院，2017年8月院寺分离后，喇荣寺变更登记为宗教活动场所，新成立喇荣寺管理委员会负责寺庙日常事务等。

## 管理委员会
2017年8月28日，喇荣寺管理委员会成立，内设办公室、财务科、佛事科、宣教科、内保科、管理科等六个部门，管理科下设10个片区管理组。四郎曲批任管委会主任，索达吉任常务副主任。2019年6月11日，四郎曲批被调任色达五明佛学院院长，杨文武出任喇荣寺管理委员会主任。